# Bristol Zoo Project
Bristol Zoo Project, voorheen Wild Place Project, is een dierentuin in de Engelse stad Bristol. Het is eigendom van de Bristol Zoological Society en was het zusterpark van de Bristol Zoo tot die gesloten werd in 2022. Naar aanleiding van die sluiting werd de naam veranderd in Bristol Zoo Project. Een deel van de dieren vanuit Bristol Zoo werd overgenomen door het Bristol Zoo Project.

## Geschiedenis
Bristol Zoo Project ligt op Hollywood Estate, een monumentaal landgoed. Het landgoed werd in het midden van de jaren 1960 door de familie White geschonken aan de Bristol Zoological Society. Van de jaren 1960 tot 2013 werd de site gebruikt als een off-show gebied voor het fokken en quarantaine van dieren van Bristol Zoo. Het terrein bood ook onderdak aan de kwekerijen van de Society en tot op de dag van vandaag wordt hier een derde van het voedsel voor de dieren van Bristol Zoo Project gekweekt.
In 2008 kondigde Bristol Zoological Society plannen aan om plannen in te dienen bij de South Gloucestershire Council voor de ontwikkeling van een nieuw park van 55 hectare. Het park werd officieel geopend op 22 juli 2013. De oorspronkelijk ingediende plannen suggereerden een ontwikkelingskost van ongeveer £70 miljoen. Bear Wood, een omgeving ontworpen om het Engeland van 8.000 voor Christus na te bootsen, opende in juli 2019.
Bristol Zoological Society kondigde op 27 november 2020 aan dat de historische Bristol Zoo Gardens in Clifton zou sluiten en dat de dieren zouden worden overgebracht naar de Bristol Zoo Project-locatie vlakbij de snelweg M5.

## Dieren en verblijven
Het park is ontworpen om specifieke ecosystemen en beschermingsprogramma's over de hele wereld met elkaar te verbinden. Oorspronkelijk was het de bedoeling om het park op te delen in biomen, die soorten vertegenwoordigen die alleen in specifieke habitats voorkomen. De huidige gebieden zijn onder andere: Bear Wood, Benoué National Park en Discover Madagascar. Er wordt gewerkt aan een gebied voor dieren uit de Centraal-Afrikaanse regenwouden, een Conservation Breeding Centre en een nieuwe ingang. In de huidige dierentuin worden 31 diersoorten gehouden:

### Zoogdieren
- Alaotrabamboemaki
- Blauwoogmaki
- Europese bruine beer
- Gelada
- Grantzebra
- Jachtluipaard
- Netgiraffe
- Noordelijke lynx
- Penseelzwijn

- Prinsalfredhert
- Ringstaartmaki
- Rode panda
- Stokstaartje
- Veelvraat
- West-Afrikaanse dwerggeit
- Wolf
- Zwart-witte vari

### Vogels
- Balispreeuw
- Bartletts dolksteekduif
- Filipijnse kaketoe
- Mauritiusduif
- Oostelijke kroonkraanvogel
- Palawanspiegelpauw
- Socorrotreurduif
- Struisvogel
- Visayaneushoornvogel
- Zomertortel
- Zwartkopwever
- Zwart-witte lijstergaai

### Overige dieren
- Cyprinodon simus

## Fokprogramma's
Het park neemt deel aan meerdere internationale fokprogramma's en coördineert en beheert de EEP-stamboeken voor het pinchéaapje, het gouden leeuwaapje, de visayaneushoornvogel, de dolksteekduiven, de bedotia's, de killivisjes, de Dryococelus australis, de Hogna ingens.

## Afbeeldingen

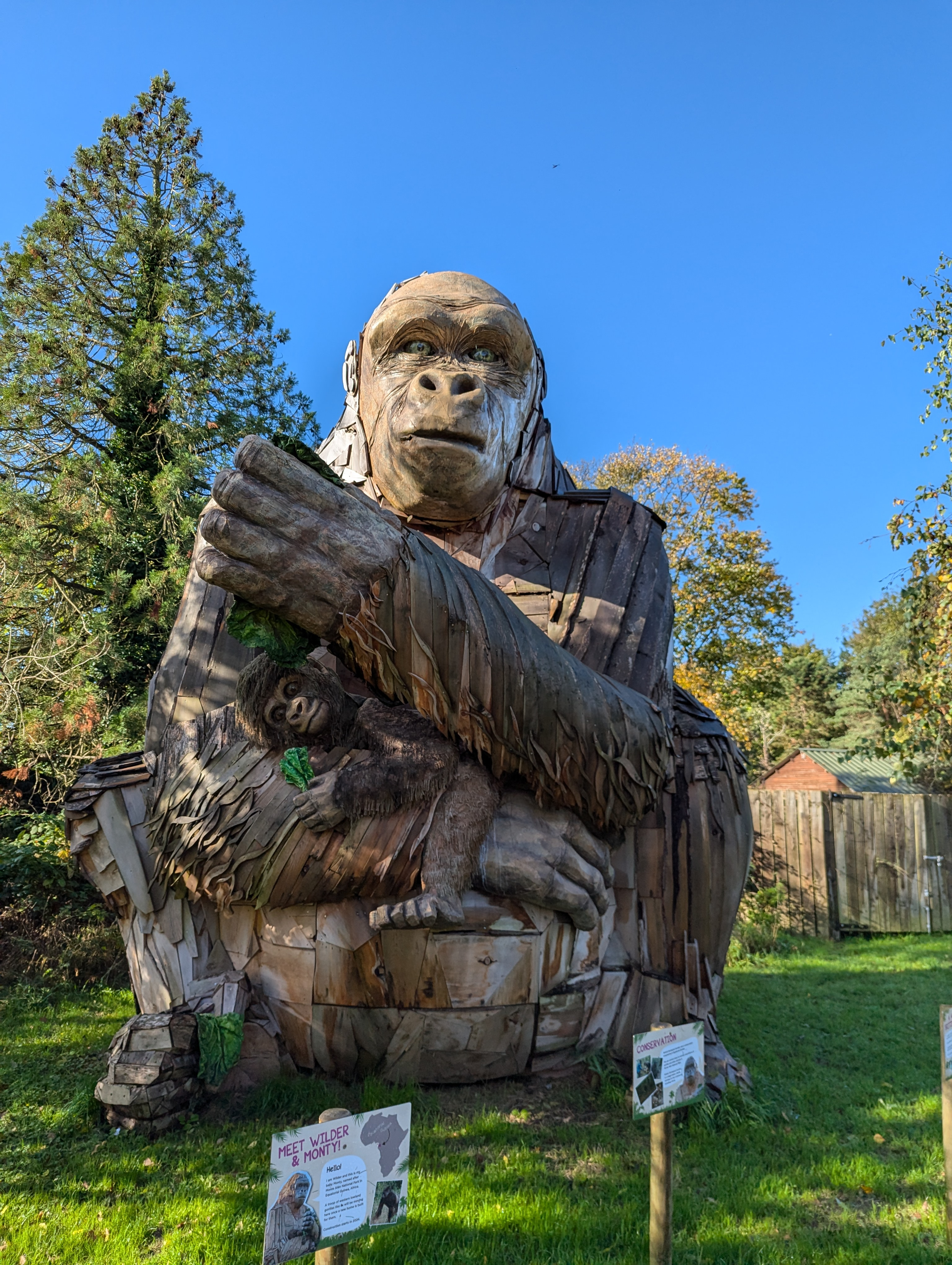
'Wilder' de reuzengorilla
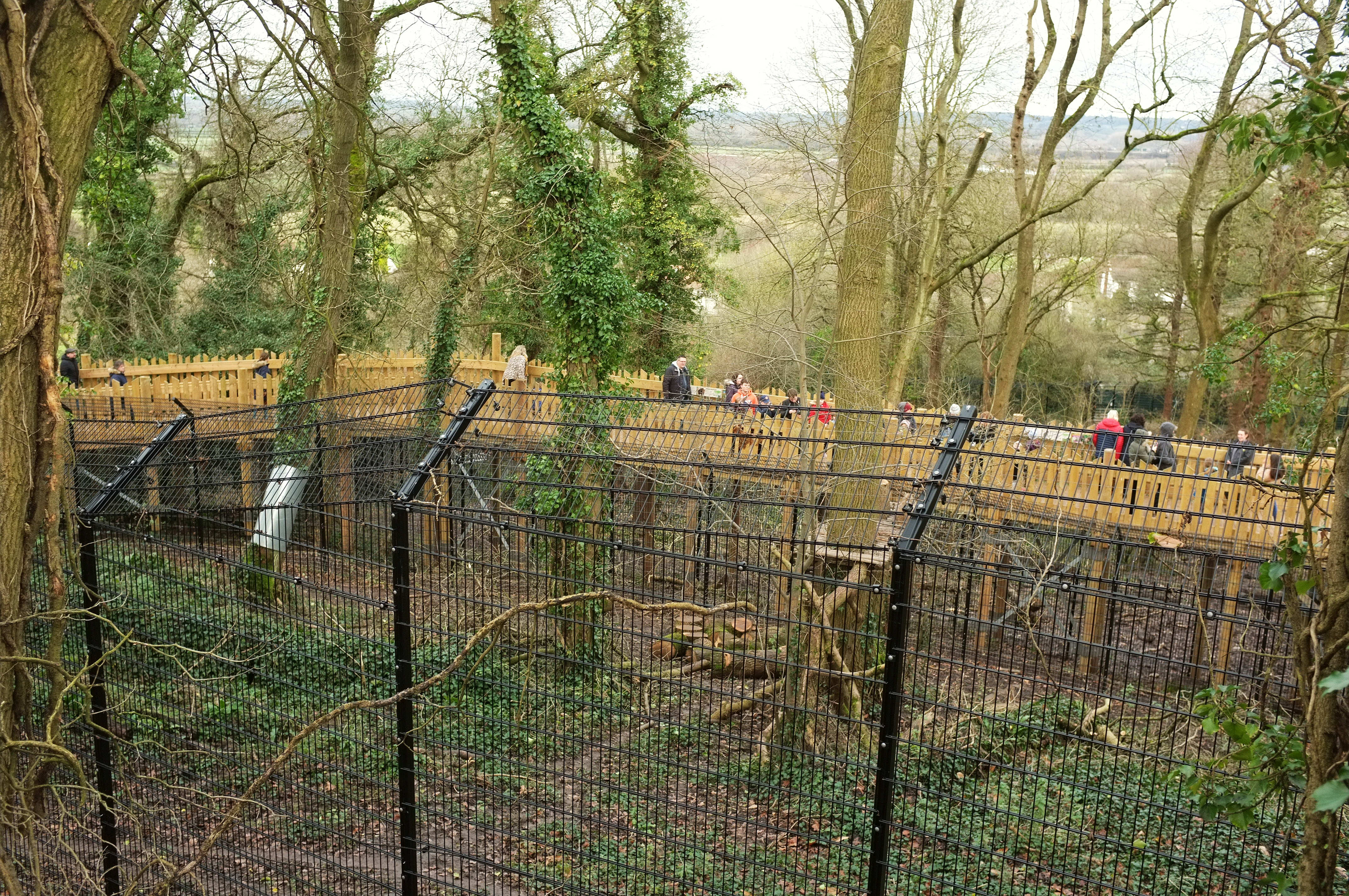
Bear Wood
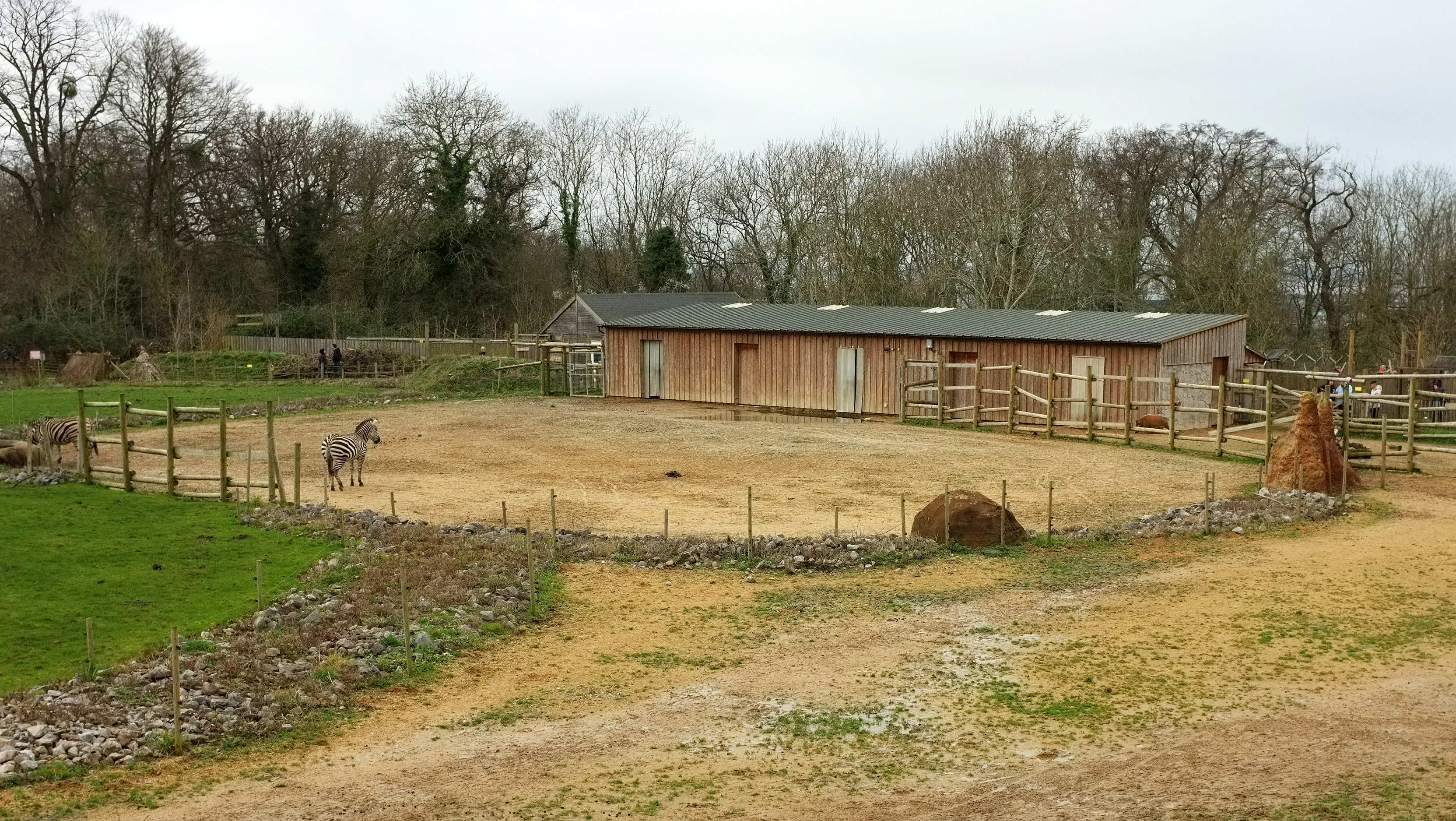
Zebraverblijf
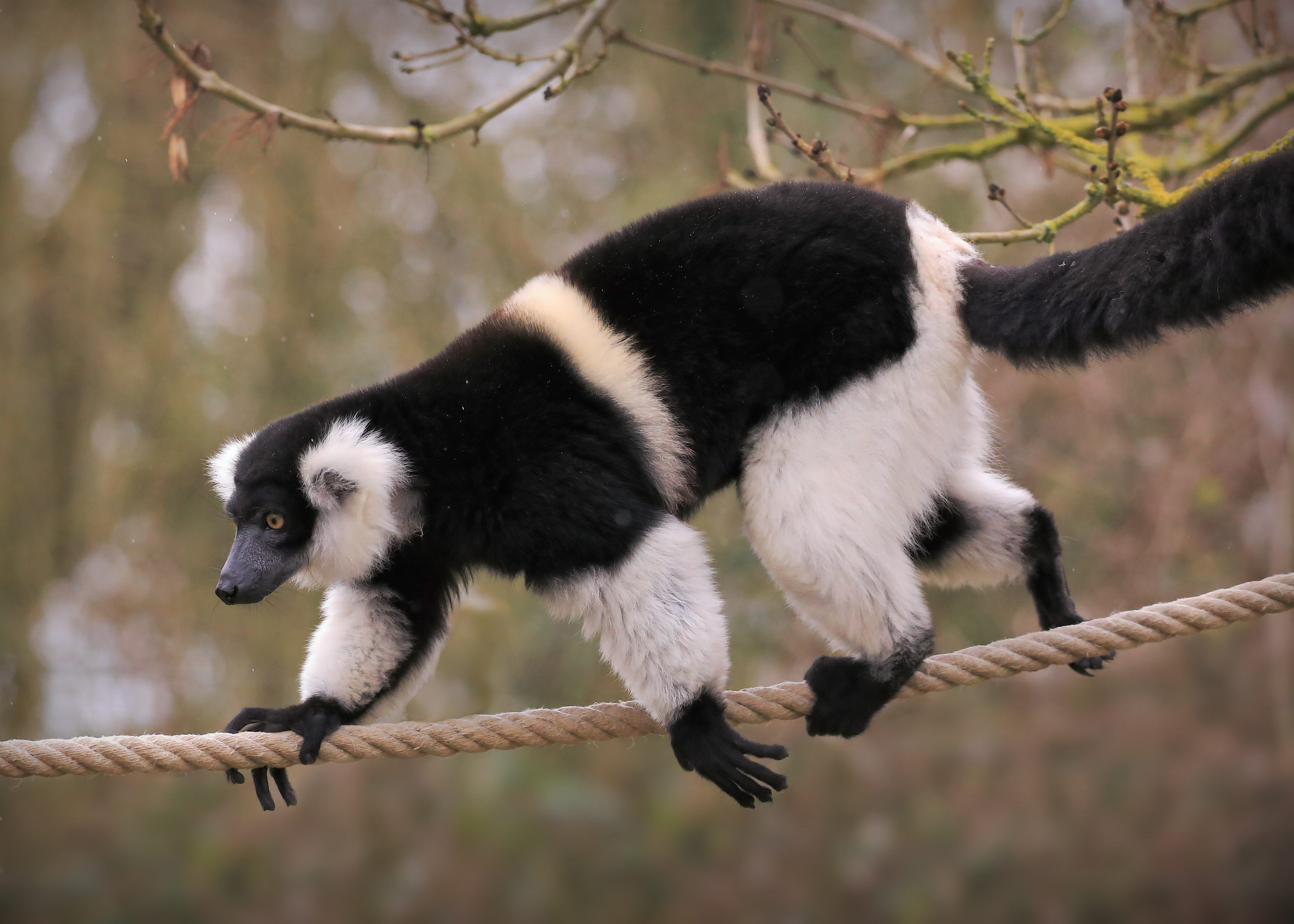
Zwart-witte vari
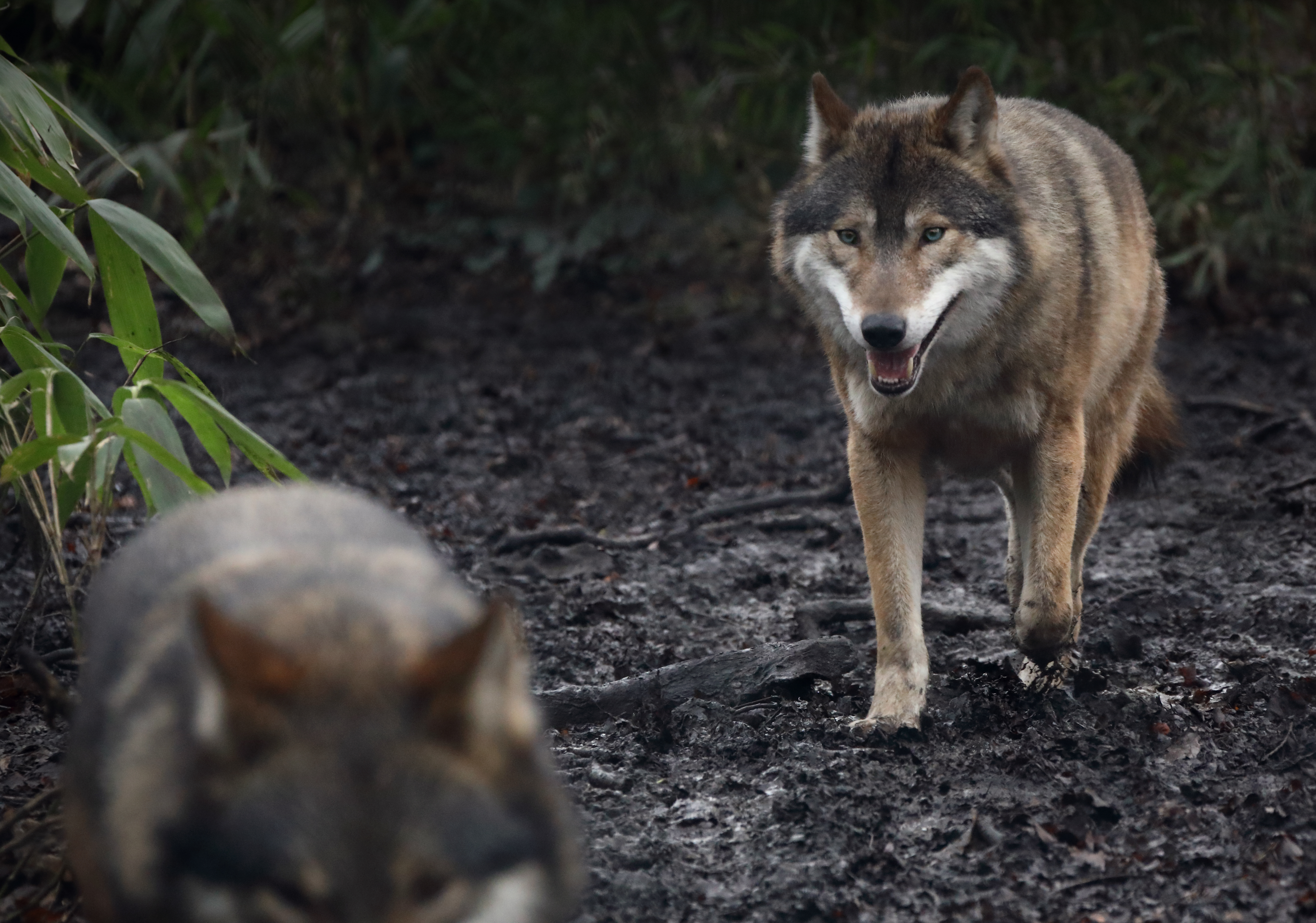
Wolf
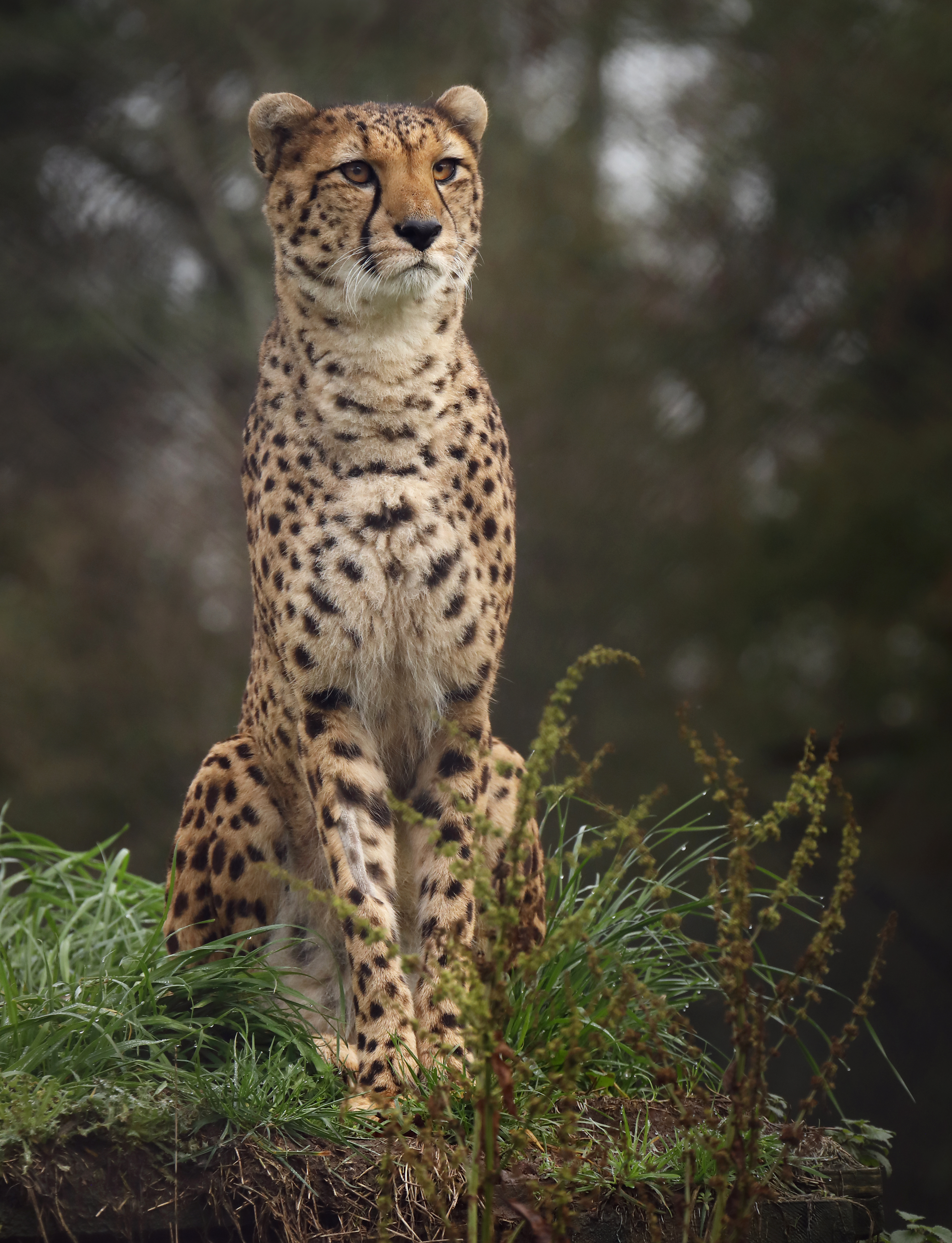
Jachtluipaard
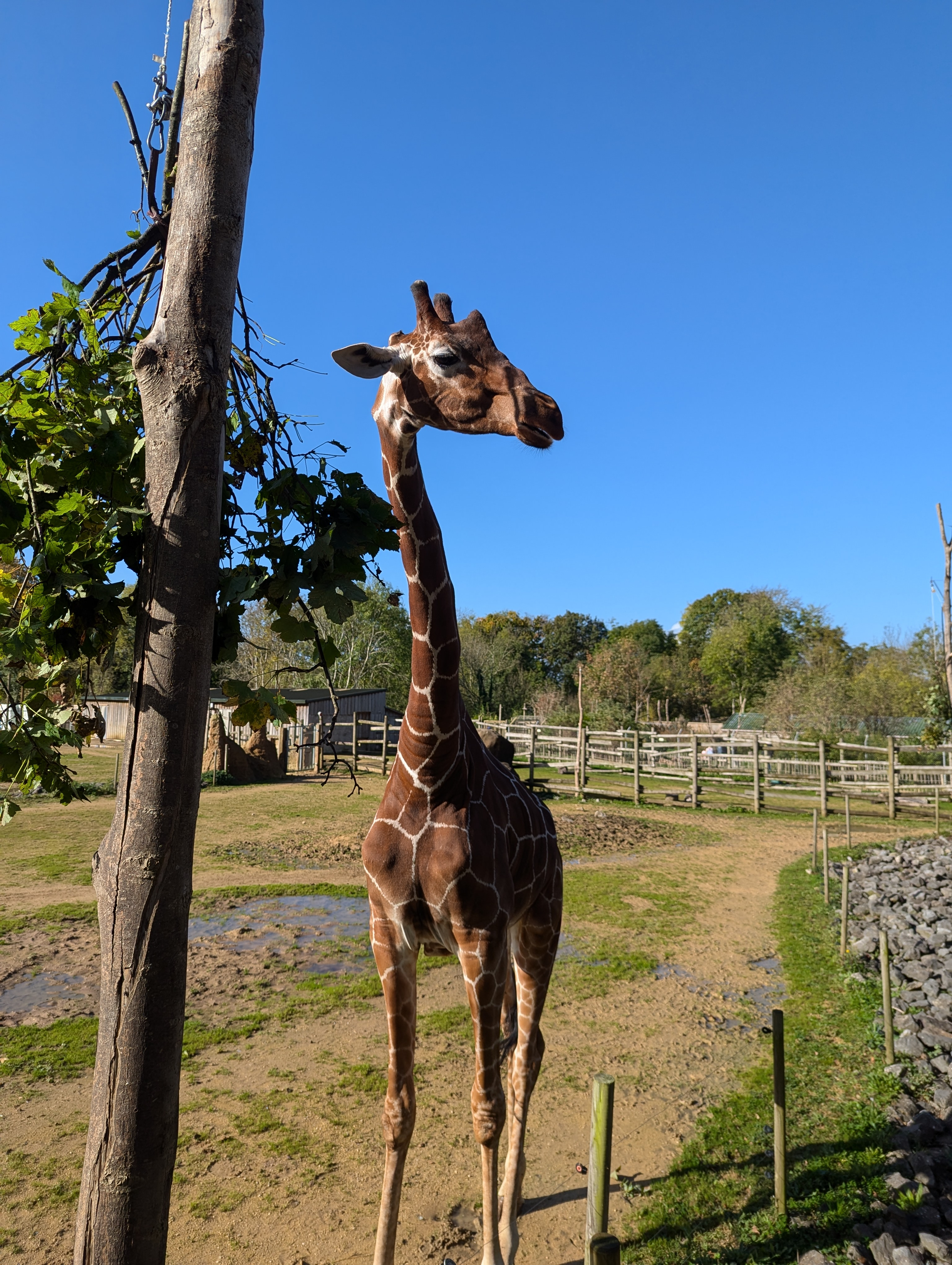
Netgiraffe
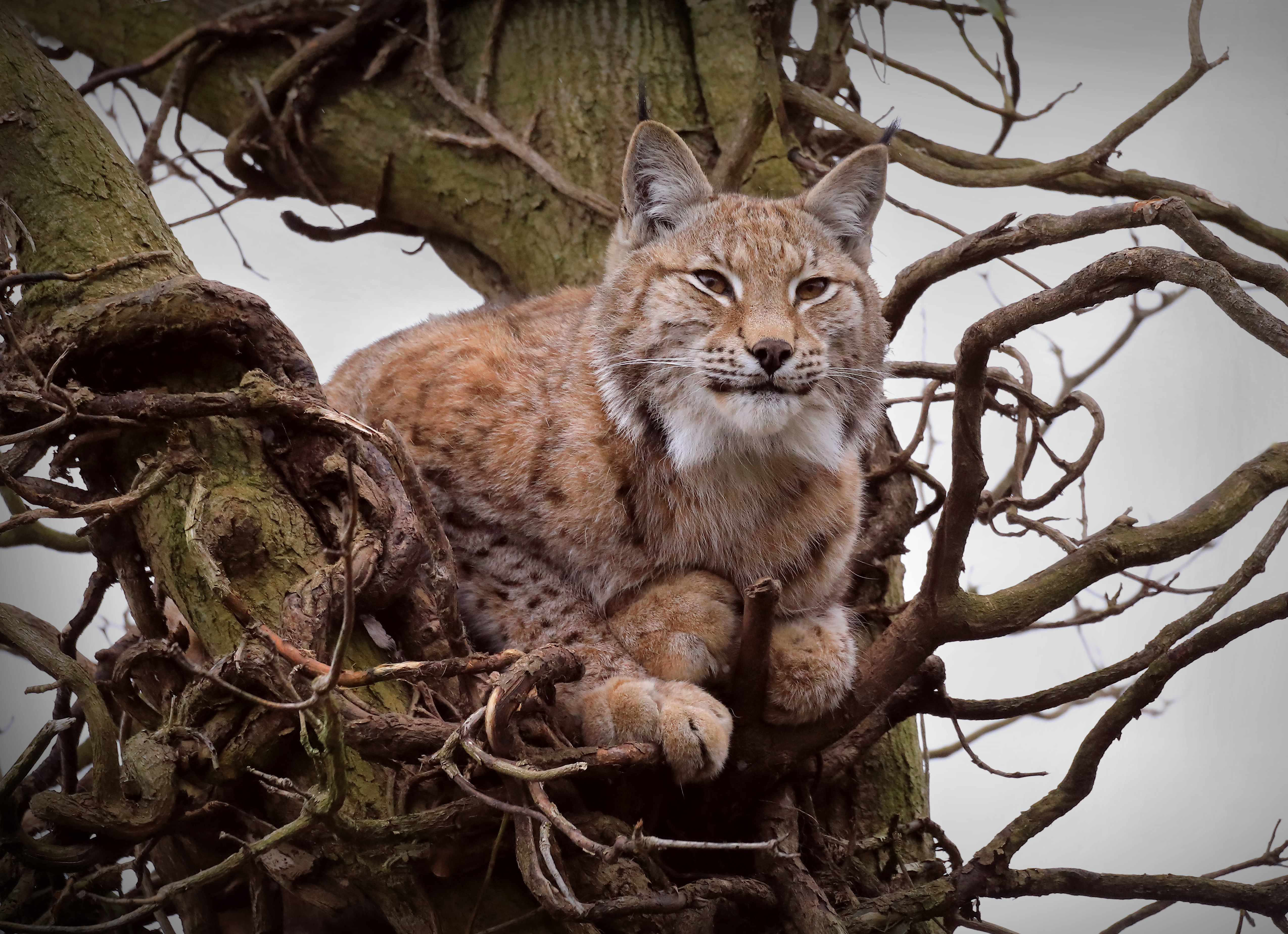
Noordelijke lynx
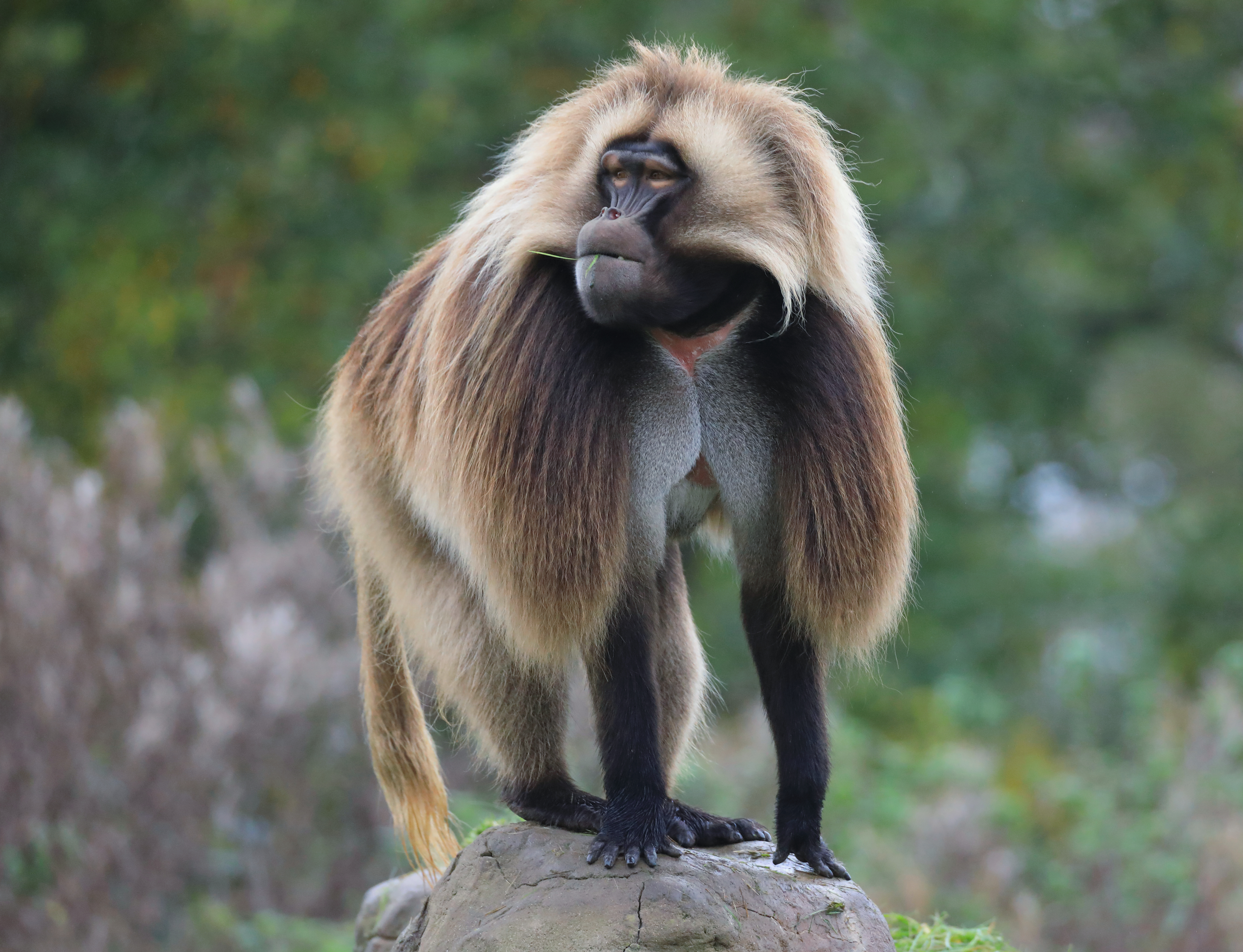
Gelada
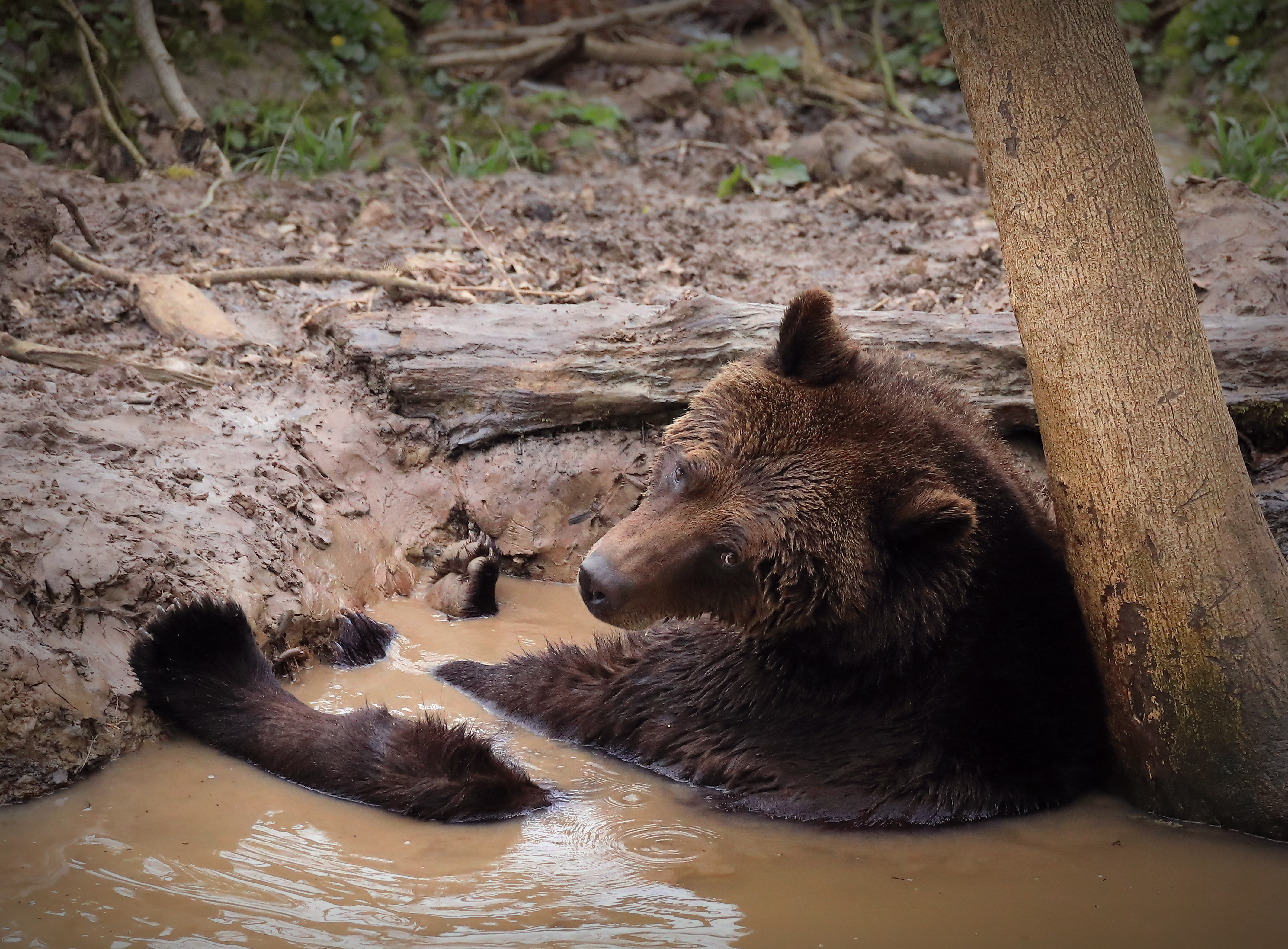
Europese bruine beer